# Gosławice (gmina w województwie konińskim)
Gosławice – dawna gmina wiejska istniejąca do 1954 roku oraz w latach 1973–1976 w woj. łódzkim i poznańskim, a następnie w woj. konińskim (dzisiejsze woj. wielkopolskie). Siedzibą władz gminy były Gosławice (obecnie dzielnica Konina).
W okresie międzywojennym gmina Gosławice należała do powiatu konińskiego w woj. łódzkim. 1 kwietnia 1938 roku gminę wraz z całym powiatem konińskim przeniesiono do woj. poznańskiego.
Po wojnie gmina zachowała przynależność administracyjną. 25 kwietnia 1947 roku część obszaru gminy Gosławice przyłączono do Konina. Według stanu z dnia 1 lipca 1952 roku gmina składała się z 22 gromad: Anielew, Bylew, Chorzeń, Gosławice, Grąblin, Helenów, Honoratka, Izabelin, Kraśnica, Laskówiec, Lichen Stary, Łężyn, Maliniec, Mieczysławów, Międzylesie, Morzysław, Niesłusz, Pątnów, Rudzica, Sokółki, Wola Łaszczowa i Wola Podłężna. Jednostka została zniesiona 29 września 1954 roku wraz z reformą wprowadzającą gromady w miejsce gmin.
Gminę Gosławice reaktywowano 1 stycznia 1973 roku w tymże powiecie i województwie. 1 czerwca 1975 roku jednostka weszła w skład nowo utworzonego woj. konińskiego.
15 stycznia 1976 roku gmina została zniesiona a jej obszar włączony do:
- gminy Kazimierz Biskupi (obszary sołectw: Sokółki i Wieruszew),
- gminy Kramsk (obszary sołectw: Anielew, Grąblin, Helenów I i Helenów II, Izabelin i Rudzica),
- gminy Ślesin (obszary sołectw: Bylew, Honoratka, Kępa i Stary Licheń)[11]
- miasta Konina (obszary sołectw: Gosławice, Grójec, Laskówiec, Łężyn, Maliniec, Międzylesie i Pątnów)[12].